# Bristolkanalen

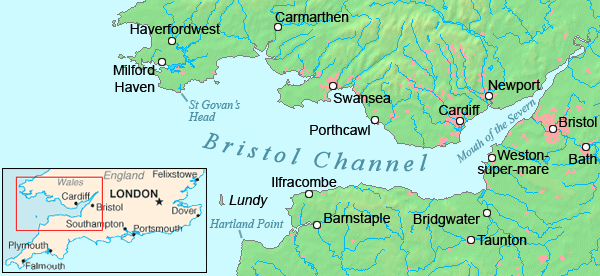
Karta över Bristolkanalen

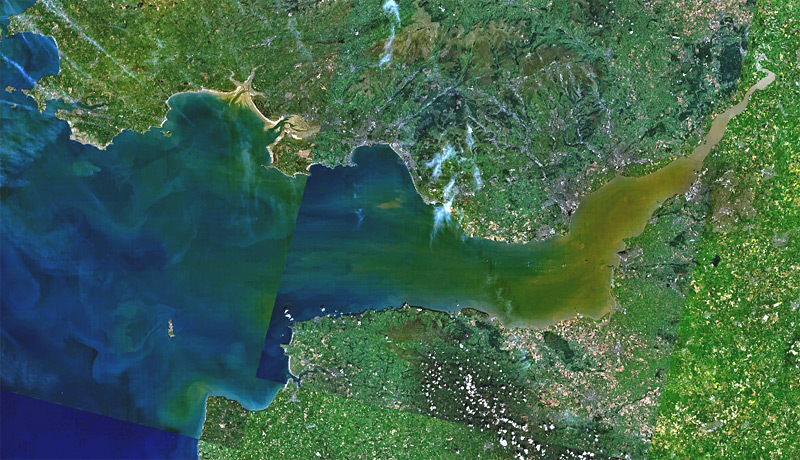
Satellitbild

Bristolkanalen (engelska Bristol Channel, kymriska Môr Hafren ’Severnhavet’)  är en trattformig vik av Keltiska sjön i sydvästra Storbritannien (ö), mellan halvöarna Wales och Cornwall. Viken bildar gräns mellan England och Wales. Namnet är hämtat från den engelska staden Bristol.
Längst in i viken har floden Severn sin mynning. Där är tidvattnets nivåskillnad upp till 15 meter vid springflod, vilket är den största skillnaden mellan ebb och flod på Brittiska öarna.